# Proroc

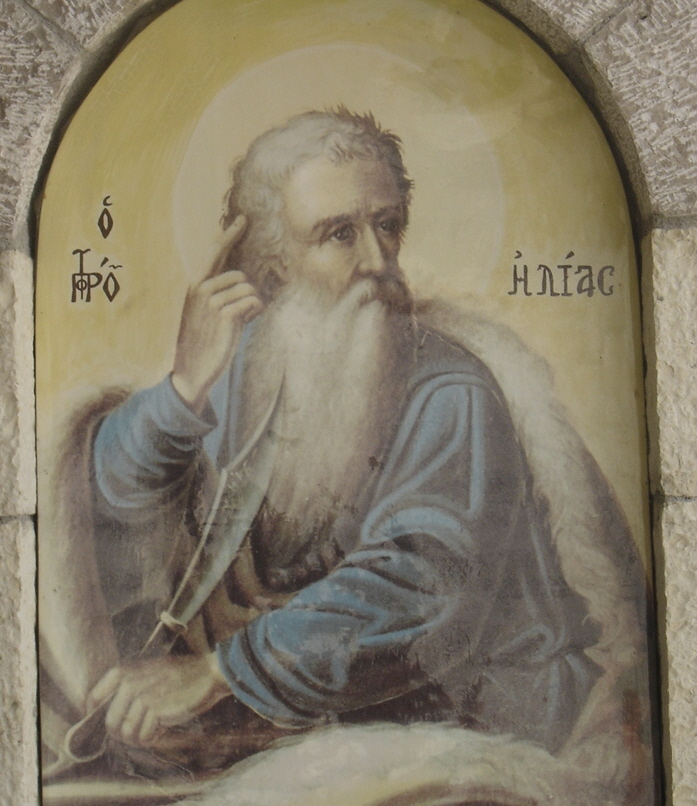
Proorocul Ilie (pictură de la o mănăstire din Fokida, Grecia)

Proroc (prooroc, prevestitor) este o persoană care interpretează voința lui Dumnezeu și este capabil să prezică viitorul. Proroc este un cuvânt de origine slavă (prorokŭ). Un sinonim pentru proroc este și cuvântul Profet, acesta fiind și un epitet dat de musulmani lui Mahomed. Cuvântul profet vine din limba franceză (prophète). Profetul, conform credinței, este o persoană care poate să fie înțeles ca trimisul, ca solul Domnului, care poate interpreta și prezice voia "lui" pe care o transmite mai departe oamenilor.
Etimologia cuvântului provine din greaca veche prin traducerea Bibliei, Septuaginta din anul 250 î.Hr., sau din limba ebraică unde profetul este denumit „vorbitorul” lui Dumnezeu. 
Această însușire de la Dumnezeu ar fi avut-o în trecut unii profeți ca: Daniel, care prezice viitorul poporului lui Israel, Moise (Moses), care conduce evreii din Egipt în țara făgăduinței prin Marea Roșie care se deschide la trecererea evreilor, închizându-se apele după ei nimicind pe urmăritorii lor din armata egipteană ș.a.
Un tip particular de profeție este profeția înțeleasă nu ca simplu mesaj de la Dumnezeu, ci prevestire a viitorului. Un exemplu de astfel de profeție biblică este Cartea lui Daniel din Vechiul Testament. Încă din secolul al III-lea d.Hr. se observase din detaliile Viziunilor lui Daniel că această carte a fost redactată într-o epocă mai recentă (pe la jumătatea secolului II î.Hr. ) decât autorul însuși pretinde (captivitatea babilioniană), astfel încât „profeția” este una a trecutului, nu a viitorului, Daniel scriind (inexact) de fapt istorie: și ca în orice scriere istorică, evenimentele mai recente sunt relatate cu mai mare exactitate, în timp evenimentele mai vechi sunt mai puțin exacte. Cercetătorii numesc acest tip de „profeție” vaticinium post eventum.

## Profeți din vechime (prebiblici)
În Mesopotamia din timpul lui Hammurabi sunt menționați profeți, unii dintre ei îndrăznind chiar să îl critice pe rege. În secolul al IX-lea î.Hr. este amintit în Siria profetul Isaia care prezice asediul asirian.
Profeți asirieni din secolul al VII-lea î.Hr. prezic viitorul dinastiei Sargon.
In lumea antică erau Sibilele care preziceau prin Oracole, sau preoți, vrăjitori și prezicători.

## Profeți biblici
- Abraham din poporul lui Israel care în Genesa (20;7) este denumit profetul lui Dumnezeu.
- Moise, chemat și însărcinat de Dumnezeu să conducă neamul lui Israel.
- Poporul lui Israel după vechea scriptură este alcătuit din 12 triburi Amphiktionie cu 12 "judecători".
- Cei 12 judecători (între 1200 și 1020 î.Hr.) au avut pe lângă rolul religios și un rol conducător politic în problemele tribului; aici se poate aminti profetul Deborah și Samuel care interpretează voia "Domnului" și joacă un rol important la învățatul lui Saul și David.
- Prin consolidarea poziției regelui, judecătorii pierd din influența lor politică (760-164 î.Hr.), acest rol de profeție revenind regelui care transmite poporului voința "Domnului".
- Un rol important revine profetului Isaia care este considerat ca un trimis al "Domnului" pe pământ.

Cea mai recentă colecție de scrieri profetice și relatări despre profeți este Biblia (evreiască și Vechiul Testament). Profeții israeliților primeau mesaje de la Iahve în vise, în transă sau când erau treji.
Printre cei mai cunoscuți profeți biblici este Isaia, Ieremia și Ezechiel, care au lăsat scrieri ale profețiilor lor, în timp ce alți profeți, precum Ilie și Elisei sunt cunoscuți mai ales prin relatările evenimentelor în care au fost implicați. 
Ca și Zoroastru, unii dintre profeții biblici criticau instituția religioasă oficială a vremurilor lor, pentru ceea ce ei considerau a fi o rătăcire a acestora de la calea dreaptă de adorare a lui Dumnezeu. Acești profeți pretindeau a vorbi în numele lui Iahve, și adesea își începeau profețiile cu formula „așa zice Domnul”. 
Profeții, ca și toate oracolele și ghicitorii, au dat expresie credinței generale în lumea Orientului Apropiat antic, că ce se întâmplă în lume e legat de nivele de existență superioară. În Orientul Apropiat din perioada antichității, religia și magia erau două expresii apropiate ale relației dintre oameni și lumea supranaturală. Ambele se ocupau cu obținerea de informații precum voința zeilor și prevederea viitorului. Mulți orientali credeau astfel că dispunând de ajutorul unui preot sau magician, se poate descoperi cunoașterea care se aștepta numai revelată.

## Creștinism
Un eveniment important între contactul dintre Dumnezeu și oameni se realizează prin nașterea și învățătura lui Isus ca trimis al „Domnului”, marcând trecerea de la Vechiul, la Noul Testament.
Această  profeție este descrisă de apostoli, (de exemplu Pavel, în scrisorile sale către corinteni, unele întâmplări, preziceri fiind date mai departe de la gură la gură.
Profeția va fi îngrădită de canoanele biblice.
Teologia modernă acceptă în mod critic unele profeții, care nu sunt totdeauna considerate ca binevenite de credincioșii tradiționaliști.

## Islam
În Islam, Mahomed este considerat cel mai mare profet și trimisul „Domnului” (Allah) care a dat mai departe învățătura prin Coran, versurile acestuia fiind numite Sure.
Ca profet în Islam este amintit și Iisus, numit „Isa”. Amintiți sunt și Ioan Botezătorul, numit „Yahiya” și Ioan, numit „Yunus”.

## Iudaism
Moise este considerat cel mai mare dintre profeți, singurul care a vorbit cu Dumnezeu față-n față. Fondatorul mozaismului, figura cea mai impunătoare a Vechiului Testament; potrivit acestuia, Dumnezeu i-a relevat pe muntele Sinai decalogul (cele zece porunci). Prin tradiție considerat autor al Pentateuhului.

## Galerie

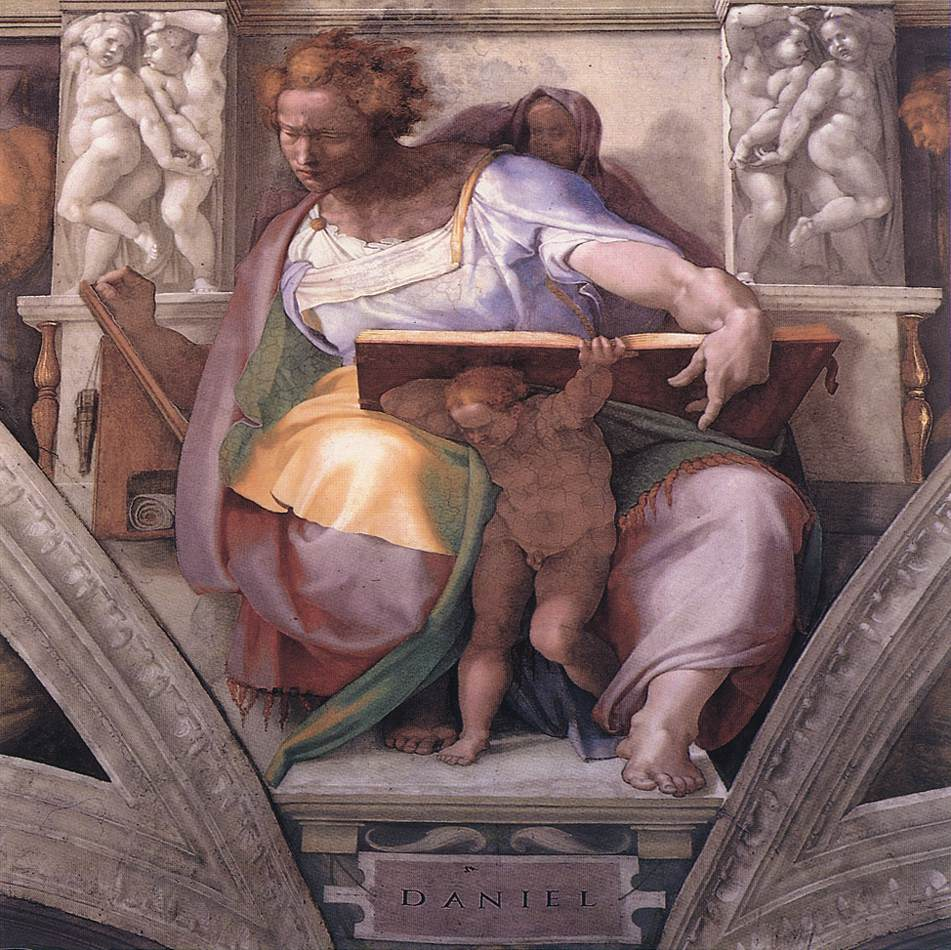
Michelangelo: Profetul Daniel (Vatican, Capela Sixtină)
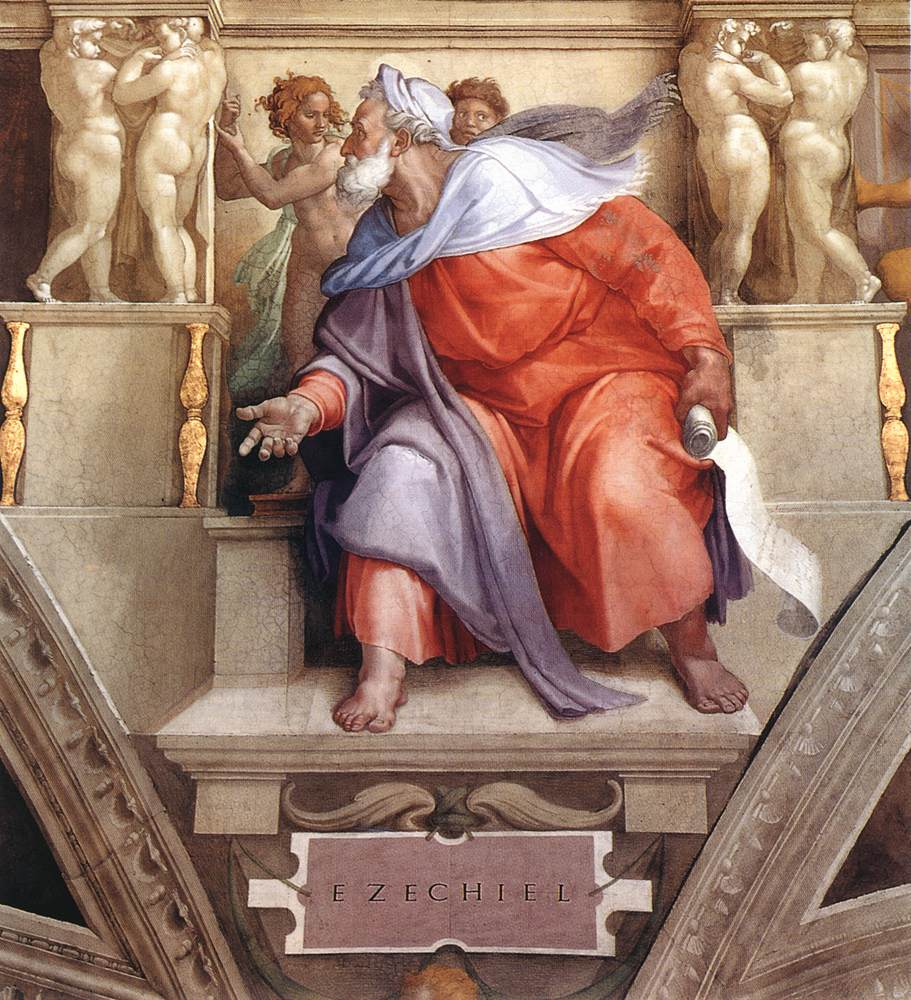
Profetul Ezechiel
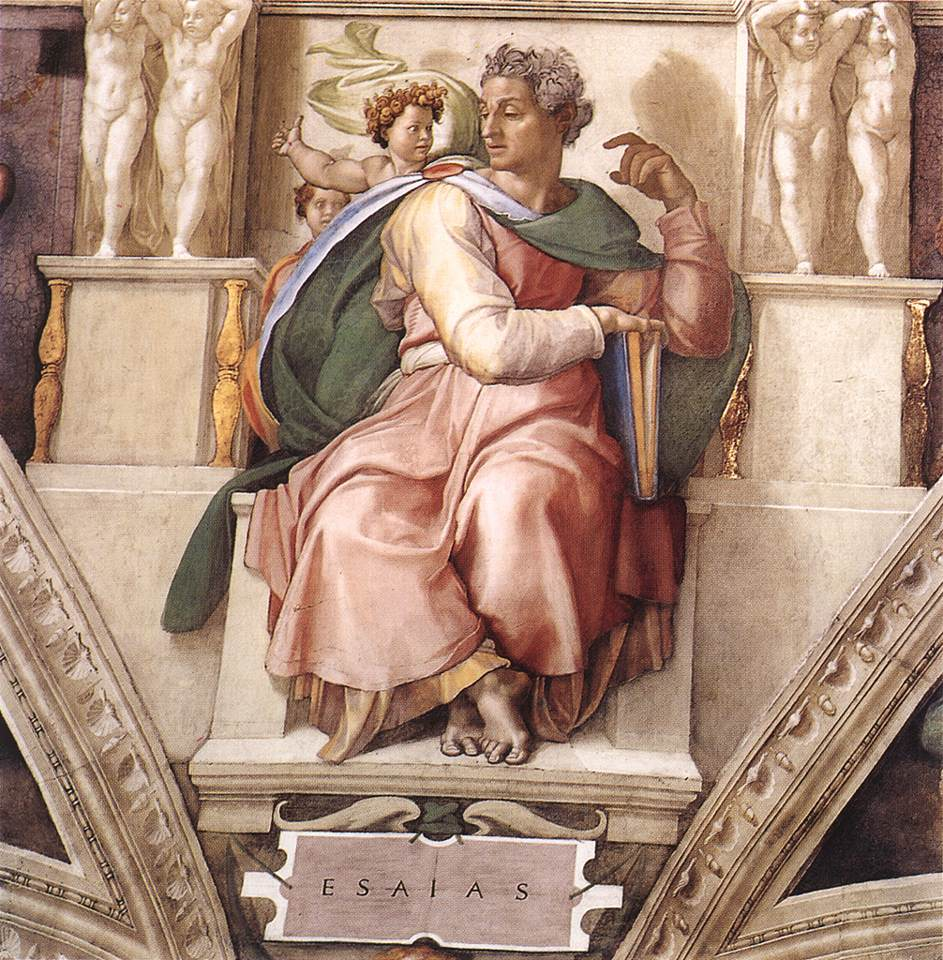
Profetul Isaia
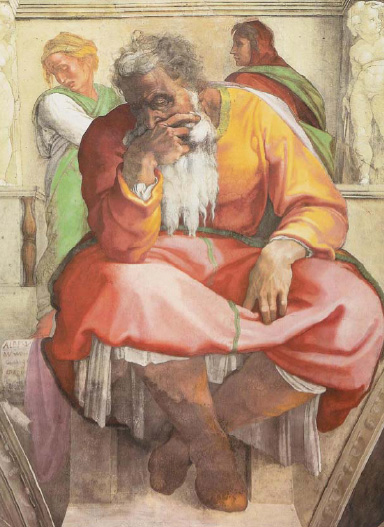
Profetul Ieremia
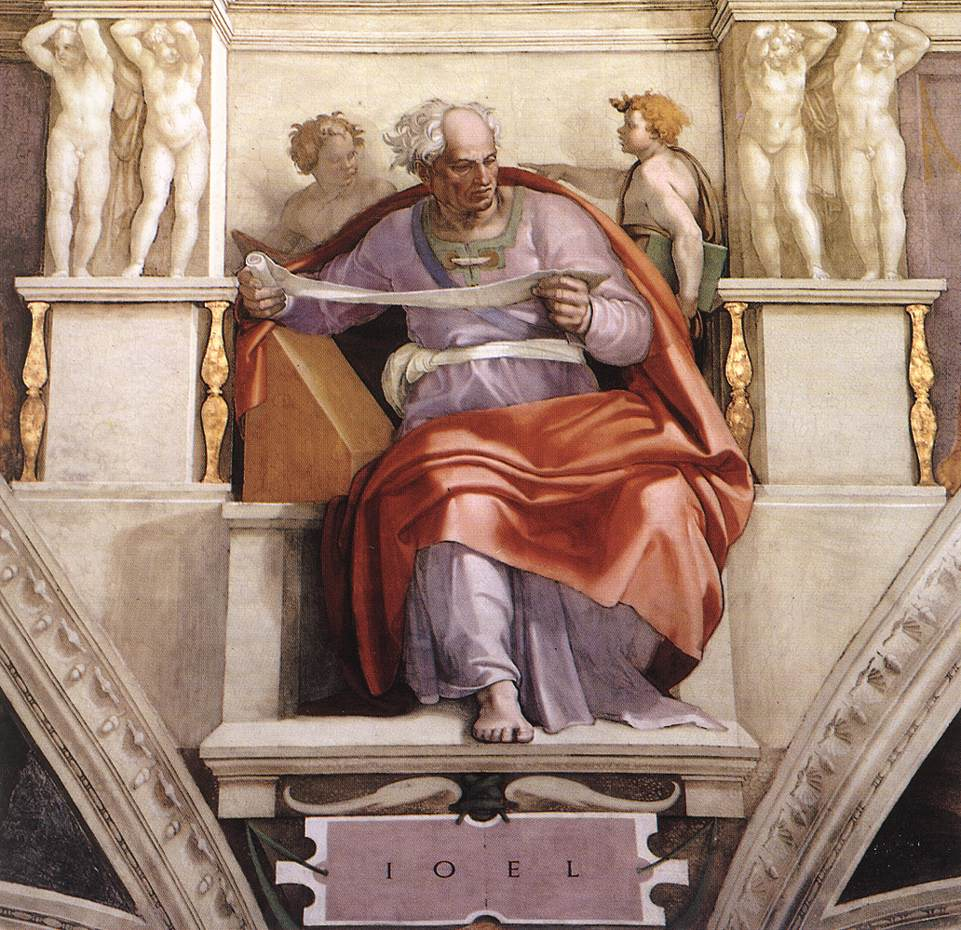
Profetul Ioel
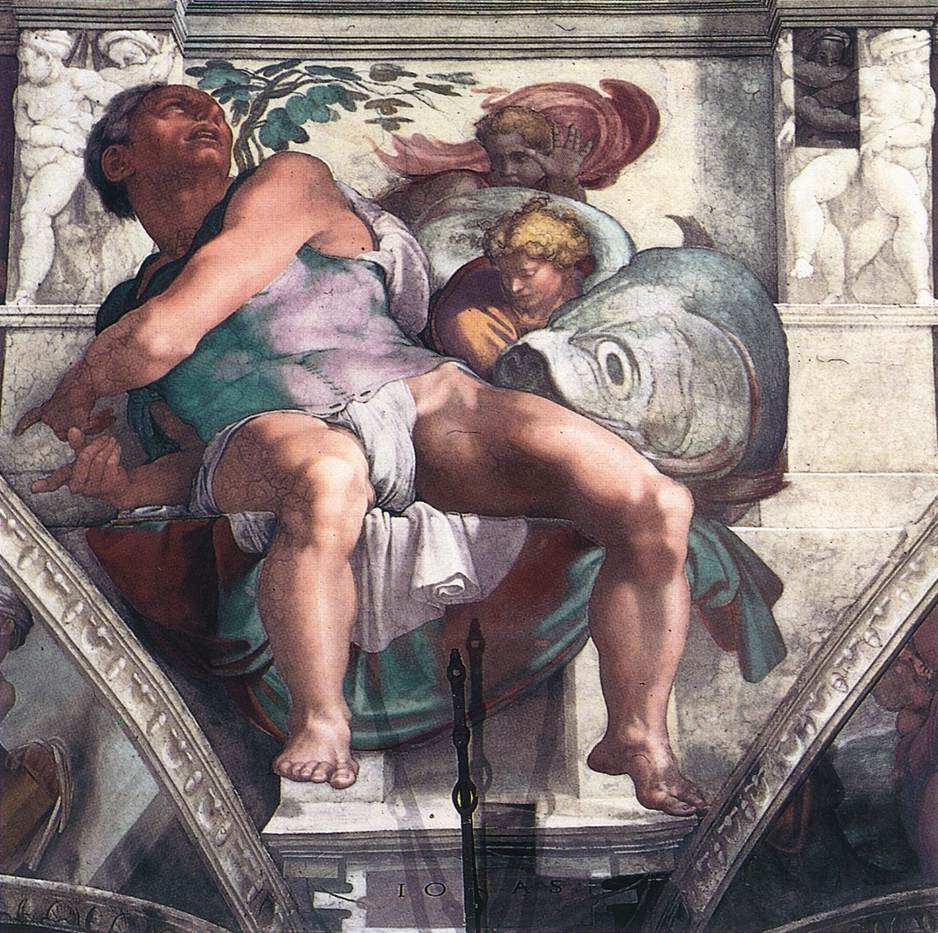
Profetul Iona
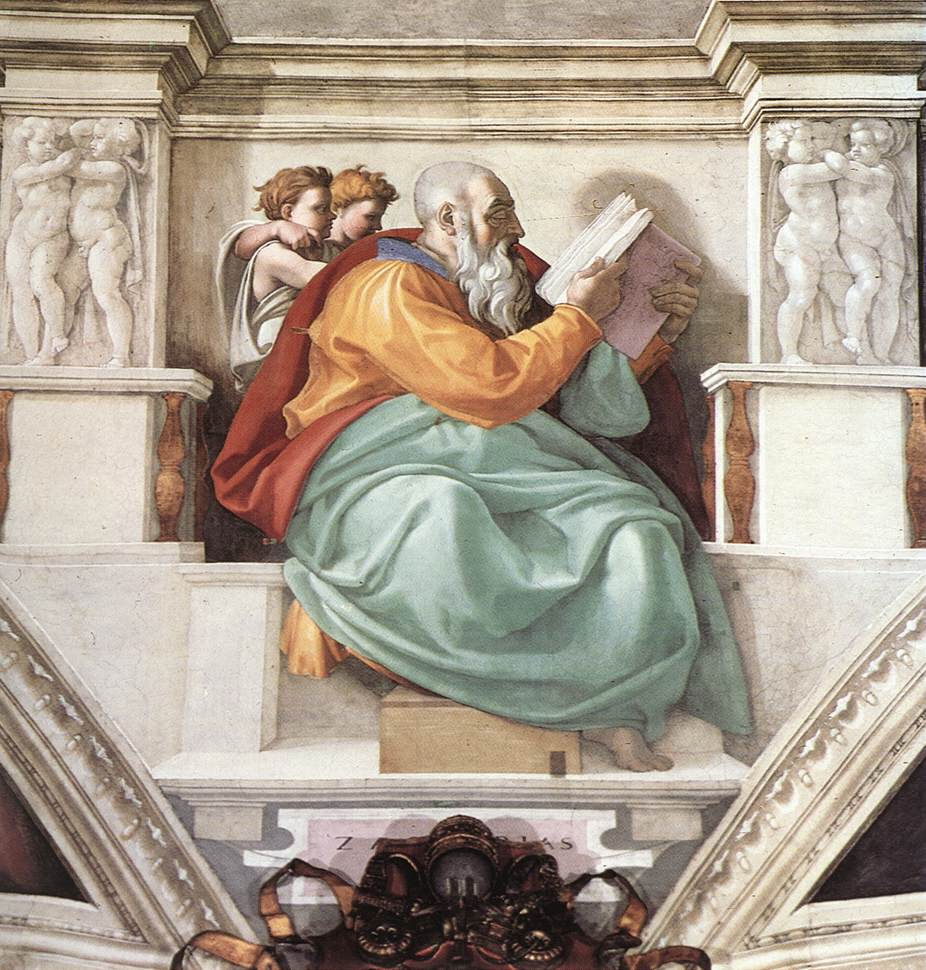
Profetul Zaharia